# 第28回ニューヨーク映画批評家協会賞
第28回ニューヨーク映画批評家協会賞は、1962年の映画に贈られる予定だった賞である。1962年12月8日に始まった、114日に及ぶニューヨークの新聞ストのために中止になった。
1. ↑  “The Lost Year”. The New York Film Critics Circle (2011年1月9日). 2017年12月29日閲覧。
2. ↑  Schumach, Murray (1962年12月31日). “N.Y Award delay to affect Oscars; Film Critics Postpone Vote -Watched by Hollywood Publicists Bely on Awards Appeals by Phone”. The New York Times 2017年12月29日閲覧。